# Guido Milanesi
Pour les articles homonymes, voir Milanesi.
Guido Milanesi (né à Rome le 10 décembre 1875 et mort dans la même ville le 15 décembre 1956) est un écrivain italien.

## Biographie
Guido Milanesi est né à Rome le 10 décembre 1875. Il entre dans la Regia Marina à treize ans et passe par les différentes étapes de sa carrière jusqu' à devenir amiral. Il s'est distingué dans la guerre italo-turque, au cours de laquelle il a réussi à couper les câbles sous-marins turcs dans les Dardanelles. Distingué par deux médailles d'argent à la valeur militaire. En tant qu'écrivain, il a puisé dans ses voyages, l'amour de l'aventure, du romantisme, des terres inconnues ainsi que l'étude des us et coutumes des peuples et des hommes.
Guido Milanesi est mort à Rome le 15 décembre 1956)

## Œuvres
Romans
- Nel Santo Moghreb. Scene marocchine, 1900
- Eva Marina. Romanzi, 1921
- L'ancora divelta. Romanzo di ieri, 1923
- Figlia di Re. Romanzo, 1924
- L'ancora d'oro. Racconti di guerra marittima, 1925
- Le aquile. Racconti della guerra dell'aria, 1926 (III ed.)
- Asterie. Racconti di mare, 1927 (IV ed.)
- La sperduta di Allah. Romanzo, 1927
- Ànthi. Romanzo di Rodi, 1928 (VIII ed.)
- Cuccioli spersi. Romanzi esotici per giovanetti, 1928 (VI ed.)
- La voce del fondo. Romanzo di sommergibili, 1928
- Mar sanguigno. Romanzo del Mondo, 1928 (VI ed.)
- Nomadi. Romanzi esotici, 1928 (VI ed.)
- Nella scia. Romanzi, 1928 (V ed.)
- L'amore di Ja-nu (I palpiti della terra). Romanzi esotici, 1928 (III ed.)
- Quando la Terra era grande. Racconti, 1928 (II ed.)
- Thàlatta. Romanzi di mare, 1928 (VII ed.)
- Il Decameroncino del cacciatorpediniere « Enea  ». Romanzi senza briglia, 1929 (III ed.)
- La bianca croce. Romanzo di Malta, 1929 (III ed.)
- Jane la meticcia. 15 racconti di marinaio, 1929
- Le fiamme dell'ara. Racconti della guerra terrestre, 1929
- Lo zar non è morto, Roma, Edizione Sapientia, 1929 (œuvre collective avec le  « Gruppo de i Dieci  »)
- Kaddish. Romanzo d'Israele, 1930 (IV ed)
- L'inferno d'acqua. Romanzo, 1930
- L'ondata, Romanzo, 1931 (III ed.)
- Il guardiano del Duilio. Novelle, 1931 (II ed.)
- Silenzio. Romanzo di Saigon, 1931
- Quilla figlia del sole, 1932 (II ed.)
- Oshidori. Romanzo per ragazzi, 1934
- Addio Principessa! e altri racconti, 1935
- La sera di santa Barbara, 1938 (II ed.)
- Rahatea, 1940
- Il ritorno, 1941 (III ed.)
- Racconti di tutti i mari, 1941
- Agiacsiò. Romanzo della corsica, 1942 (III ed.)
- Jeni Ay, 1942 (V ed.)
- Sancta Maria, 1942 (XI ed.)

## Adaptations
- Le roman Sancta Maria est adapté au cinéma :
  - en 1941 par Pier Luigi Faraldo et Edgar Neville : Sancta Maria
  - en 1955 par Mario Costa : Prisonniers du mal (Prigionieri del male)